# Luigi Battiferri
Luigi Battiferri (* vor 1610 in Sassocorvaro bei Urbino; † nach 1682) war ein italienischer Komponist und Organist des Barocks.

## Leben und Wirken
Luigi Battiferri war Priester und vermutlich ein Schüler von Girolamo Frescobaldi. Von 1650 bis 1653 war er Kapellmeister am Dom von Spoleto. Im gleichen Jahr folgte er Biagio Marini als Kapellmeister der „Accademia della Morte“ in Ferrara. Ab 1658 bekleidete er das Amt des Domkapellmeisters in Urbino, später als Kapellmeister der „Accademia della Morte“ in Ferrara. 1665 war er Kapellmeister am Dom von Pesaro, ein Jar später in Urbino, wo sein Hauptwohnsitz war. 1669 war er Kapellmeister der „Accademia dello Spirito Santo“ in Ferrara. 1682 ging Battiferri in einer notariellen Urkunde die Verpflichtung ein, auf eigene Kosten eine Kapelle in der Kirche seines Geburtsortes Sassocorvaro zu errichten.
Seine fünf in Druck gelegten Werksammlungen erschienen um 1669 beim Verleger Giacomo Monti in Bologna. Sie enthalten Motetten und mehrstimmige Ricercari. Mehrere Abschriften von Battiferris Werken finden sich in den Nachlässen von Johann Joseph Fux und Jan Dismas Zelenka.